# Karakoram

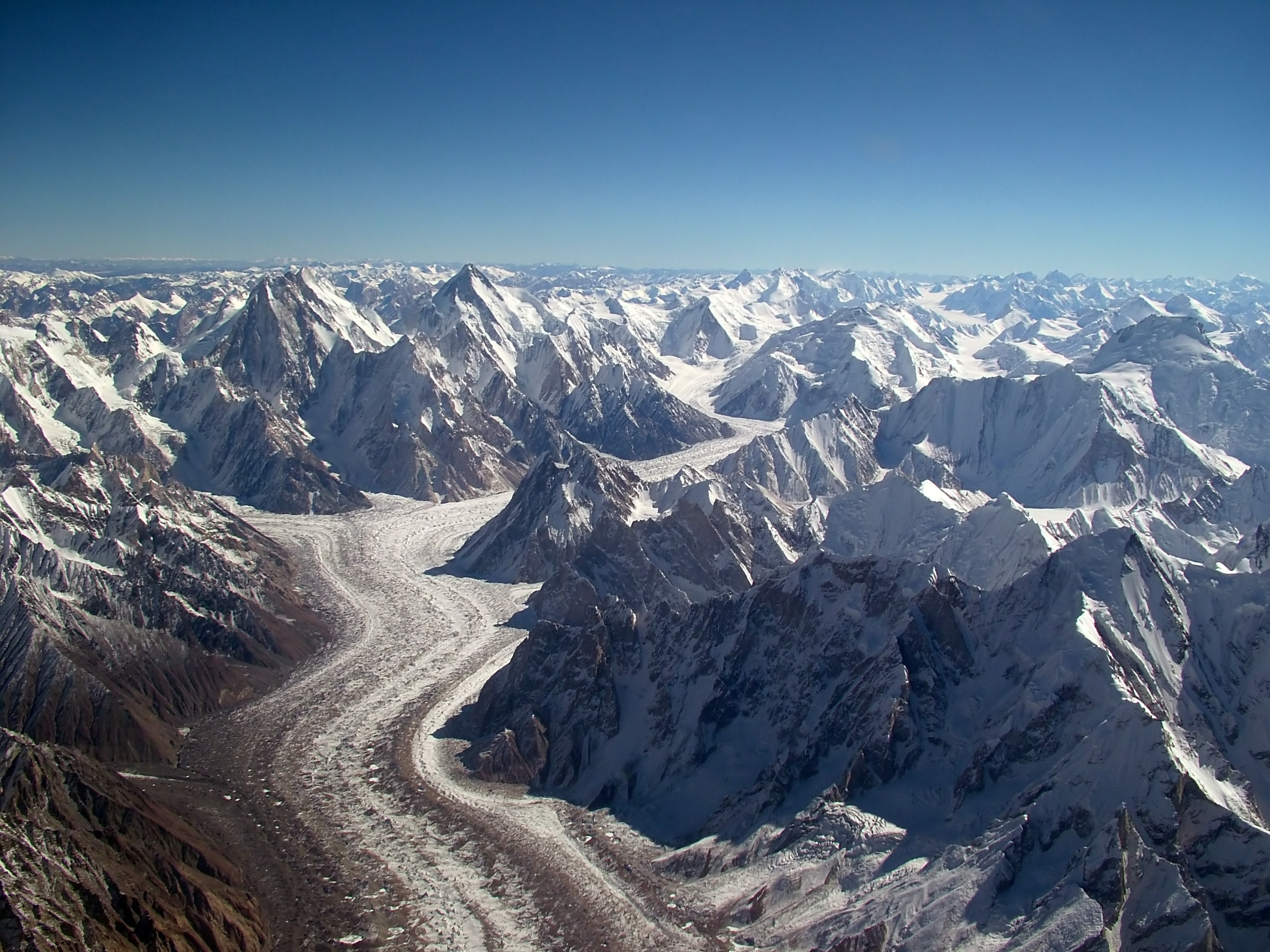
Luchtfoto van de Baltorogletsjer, kijkend naar de toppen van de Gasherbrum in het oosten.

De Karakoram (Urdu: قراقرم; Chinees: 喀喇昆仑山脉, pinyin: kālǎkūnlúnshānmài; Hindi: काराकोरम) is een gebergte in Centraal-Azië, op het grensgebied van Pakistan, India, China (Tibet en Xinjiang) en Afghanistan. Enkele van de hoogste bergen ter wereld en de langste gletsjers buiten de poolgebieden liggen in de Karakoram. Het gebergte wordt tot de Grotere Himalaya gerekend, maar maakt geen onderdeel uit van de Himalaya zelf. De Karakoram grenst aan de Pamir en de Hindu Kush in het westen, de Kunlun in het noordoosten en de eigenlijke Himalaya in het zuidoosten. Vier van de veertien achtduizenders, de hoogste bergen ter wereld, liggen in de Karakoram. De hoogste top is de K2, de op een na hoogste berg ter wereld.

## Geografisch overzicht

### Begrenzing
Geologisch valt geen onderscheid te maken tussen de eigenlijke Himalaya en de Karakoram. Daarom wordt het gebergte wel als onderdeel van de Himalaya gezien. De Zwitserse orograaf Günter Dyhrenfurth loste dit op door te spreken van het "Himalaya-systeem", waar zowel de eigenlijke Himalaya als de Karakoram onderdeel van zijn. De Karakoram valt ten opzichte van aangrenzende bergketens vooral op door zijn grotere hoogte.
De dalen van de Indus en Shyok vormen de scheiding met de eigenlijke Himalaya in het zuidwesten en het Tibetaans Plateau in het oosten. Het dal van de laatstgenoemde rivier wordt de Nubravallei genoemd, en loopt in de vorm van een haarspeld om het oostelijke uiteinde van de Karakoram. In het noorden vormen de Shaksgamvallei en de 5575 m hoge Karakorampas de natuurlijke grens met de Kunlun, een gebergte dat langs de noordelijke grens van Tibet verder naar het oosten loopt.
Aan het westelijke uiteinde komt de Karakoram samen met de Hindu Raj, Hindu Kush en Pamir. Deze samenkomst van hoge gebergtes wordt de "Pamirknoop" genoemd. Het bovenste deel van de Hunzavallei vormt de scheiding tussen de Karakoram en de Hindu Kush, terwijl de scheiding met de Hindu Raj ongeveer door de Ishkomanvallei loopt. In het noorden vormt het dal van Mingteke in Xinjiang de natuurlijke begrenzing van de Karakoram.

### Fysische verdeling

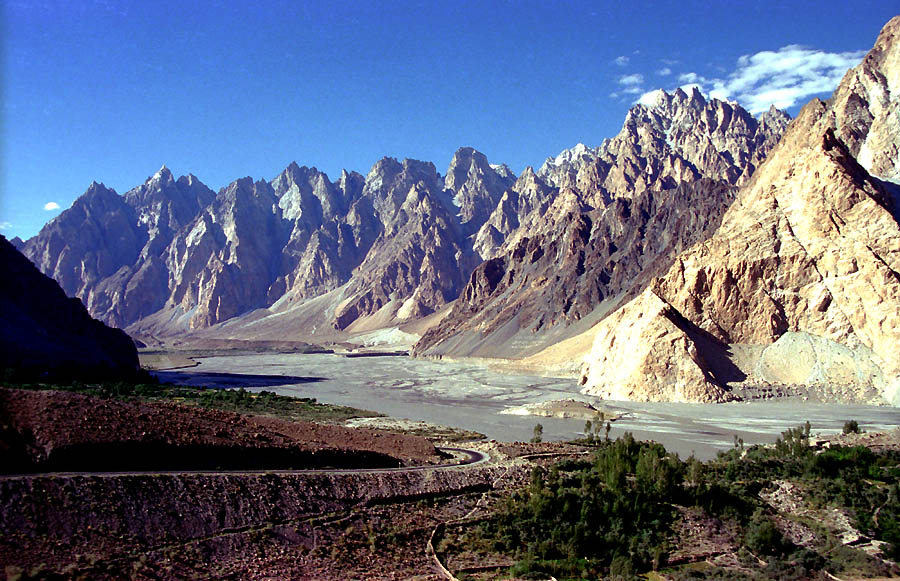
De Hunza en de Karakoram Highway bij het dorpje Passu. Op de achtergrond de zogenaamde Cathedral Ridge.

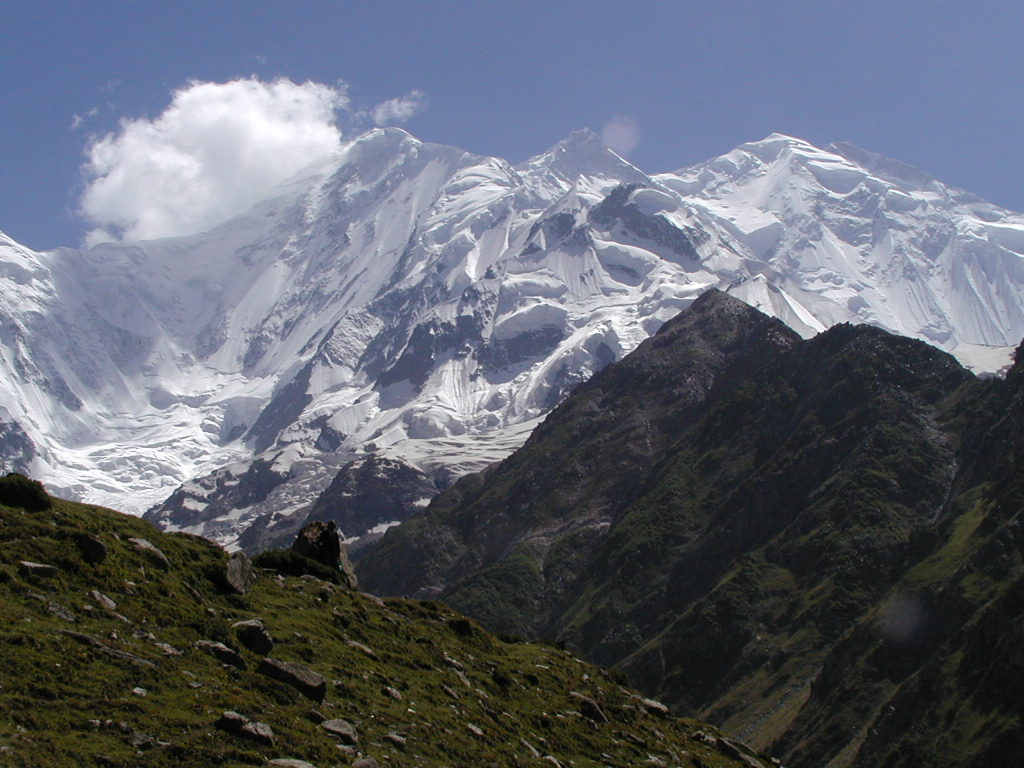
De Rakaposhi (7788 m) vanuit het noorden.

De meest westelijke deelketen die tot de Karakoram wordt gerekend is de Batura Muztagh, die ten westen en zuidwesten van het bovenste deel van de Hunzavallei ligt. Deze keten ligt vrijwel geheel in Pakistaans grondgebied. De hoogste top is de 7795 m hoge Batura Sar. Aan de noordkant van de Batura Muztagh ligt de 57 km lange Baturagletsjer, waarvan de tong tot vlak bij het dorpje Passu aan de Hunza reikt.
Ook de bergketens ten noorden van de bovenloop van de Hunza, op het grensgebied van China, Pakistan en Afghanistan, horen tot de Karakoram. Ten noorden van deze bergen ligt het dal van Mingteke (in Xinjiang). De Karakoram Highway, die door de Hunzavallei loopt, passeert de Pakistaans-Chinese grens op de 4693 m hoge Khunjerabpas en loopt naar het noorden toe over Taxkorgan naar Kashgar. Voordat de geasfalteerde weg werd aangelegd werden ook de nabijgelegen Mitakapas (4709 m) en Kilikpas (4827 m) gebruikt als karavaanroutes tussen Hunza en Xinjiang. Ten oosten van de Khunjerabpas ligt het Khunjerab National Park, een nationaal park dat ongeveer 140 hectare hooggebergte beslaat.
Oostelijk van Hunza ligt in het verlengde van de Batura Muztagh de Hispar Muztagh, die in het zuiden door het dal van Hispar gescheiden wordt van het Rakaposhi-Haramoshmassief. Het laatste is genoemd naar de Rakaposhi (7788 m) en de Haramosh (7397 m) en wordt in het zuiden begrensd door het dal van de Indus en in het oosten door het dal van de Braldu. De Hispar Muztagh gaat in het oosten over in de Panmah Muztagh bij Lukpe Lawo ("Snow Lake"), een ijskap die hier over de breedte van de hele keten ligt. De 63 km lange Biafogletsjer stroomt vanaf dit punt richting het zuidoosten en watert af in de Braldu.
De hoogste delen van de Karakoram liggen nog verder naar het oosten, waar het gebergte opnieuw uit twee parallelle ketens bestaat: de Baltoro Muztagh en het massief van de Masherbrum. Tussen deze twee ketens in loopt de 62 km lange Baltorogletsjer. De gletsjer is omringd door hoge toppen: onder andere Masherbrum (7821 m), Chogolisa (7665 m), Baltoro Kangri (7312 m), Gasherbrum I (de K5, 8080 m), Gasherbrum II (8035 m), Broad Peak (8047 m) en de K2 (8611 m). De K2, de hoogste top van zowel de Baltoro Muztagh als de hele Karakoram, ligt in een naar noordelijke uitgeschoven positie en is vanaf het zuiden daarom moeilijk bereikbaar. De Baltoro Muztagh wordt overgestoken door de Muztaghpas (5376 m), een historische pasroute die tegenwoordig vanwege het verschuiven van de gletsjers niet meer begaanbaar is. Ten zuiden van de Masherbrum en de Chogolisa wateren de dalen af naar de Nubravallei.
Ten oosten van het Gasherbrummassief wordt de Karakoram opnieuw in twee evenwijdige deelketens verdeeld: de Siachen Muztagh in het noorden en de Saltoro Muztagh in het zuiden. Deze twee ketens worden gescheiden door de langste gletsjer van de Karakoram, de Siachengletsjer, die de bron is van de rivier de Nubra, een zijrivier van de Shyok. Verder naar het oosten gaat de Siachen Muztagh over in de Rimo Muztagh.
De oostelijkste deelketen van de Karakoram is de Saser Muztagh, met als hoogste top de Saser Kangri (7672 m). Deze keten wordt in het zuiden en oosten door het dal van de Shyok gescheiden van respectievelijk de Ladakh Range en het Chang Chenmomassief. In het noorden gaat de Karakoram hier geleidelijk over in de hoogvlakte van het Tibetaans Plateau.

### Politieke verdeling
Politiek gezien valt het gebied van de Karakoram onder de administratie van drie staten: India, Pakistan en de Volksrepubliek China. Voor vrijwel alle delen geldt echter dat minstens twee staten aanspraak erop maken. Tot 1947 was het hele gebied onderdeel van de prinsenstaat Jammu en Kasjmir, geregeerd door een prins van de Dogradynastie. Dit was een vazalstaat van Brits-Indië. Bij de deling van India en de daaropvolgende Eerste Kasjmiroorlog in 1948 ging het grootste deel van Baltistan de facto tot Pakistan behoren, terwijl Ladakh onder Indiaas bestuur kwam. De Line of Control tussen India en Pakistan loopt door het zuidoosten van de Karakoram en over de Siachengletsjer. Sindsdien hebben India en Pakistan in 1965, 1971 en 1999 oorlogen gevoerd om Kasjmir. De Siachengletsjer boven de westelijke Nubravallei is vanaf 1984 regelmatig toneel geweest van gewapende confrontaties tussen beide landen.
Na de invasie van Tibet verscheen in 1951 ook het Chinese Volksbevrijdingsleger in het gebied. Omdat de Chinezen de oude grensverdragen tussen de Britten en Tibetanen nooit erkend hadden, namen ze delen van het grotendeels onbewoonde grensgebied in die door India en Pakistan geclaimd werden, waaronder de Shaksgamvallei en de noordelijke flanken van de Karakoram. Het grensconflict leidde in 1962 tot een Chinees-Indiase Oorlog. Pakistan, dat vooral India als strategische bedreiging zag, besloot het op een akkoord met China te gooien. De twee landen kwamen in 1963 tot een grensakkoord, waarbij Shaksgam aan China toeviel. India erkent dit akkoord niet en maakt nog steeds aanspraak op het gehele gebied: zowel Shaksgam, Baltistan, de Hunzavallei als Ladakh.

## Fysische geografie

### Drainage en vergletsjering
De Karakoram vormt de waterscheiding tussen de naar de Indische Oceaan afwaterende Indus en de naar het noorden in het Tarimbekken in Xinjiang afwaterende Yarkand. Het drainagepatroon in het gebergte volgt de strekking van de bergketens. Waar rivieren loodrecht op de bergketens staan zijn de doorbraakdalen nauw en klovig. De enige plek waar de centrale keten geheel doorsneden wordt door een rivier is het dal van de Hunza.
Vanwege de extreme hoogte is het gebergte sterk vergletsjerd. Sommige van de langste gletsjers op Aarde buiten de poolgebieden liggen in de Karakoram. Deze vullen vaak over tientallen kilometers de dalen geheel op. De grootste gletsjers liggen in dalen parallel aan de strekking van de bergketens. De sneeuwgrens ligt op de zuidflanken rond de 4700 m en op de drogere noordflanken rond de 5900 m.

### Reliëf
De Karakoram bestaat uit langgerekte bergketens met een zuidoost-noordwestelijke strekking. De deelketens lopen parallel en worden meestal aangeduid met de naam muztagh (Kirgizisch voor "ijsberg").
Het gebergte ligt ingesloten tussen andere hoge gebergtes, die desalniettemin niet de enorme hoogtes van de Karakoram hebben. Er zijn in de Karakoram 4 toppen boven de 8000 m en 18 boven de 7500 m, de dichtste concentratie van zulke hoge bergen op Aarde. De toppen van de Karakoram zijn scherp en steil. De flanken vormen met name aan de zuidkant van de ketens zeer hoge kliffen. De steilwanden worden afgewisseld met scree slopes.
Het steile reliëf zorgt voor hoge erosiesnelheden, met name als in de lente grote massa's smeltwater afgevoerd worden. Grote aardverschuivingen en lawines zijn er relatief vaak, met name in de lente. Zo versperde een aardverschuiving in 1975 het Hunzadal in Gojal, waardoor een tientallen km lang meer ontstond, dat een paar jaar bleef bestaan. Hetzelfde gebeurde in 2010 opnieuw. Als gevolg van de grote erosie heeft de Indus een ongebruikelijk grote hoeveelheid materiaal in suspensie voor een rivier van zijn lengte.

### Geologie
Net als de eigenlijke Himalaya en Hindu Kush is de Karakoram een plooiingsgebergte dat is ontstaan als gevolg van de collisie (botsing) tussen India en Azië. De collisie begon ongeveer 50 miljoen jaar geleden en was het gevolg van de noordwaartse beweging van India, met een voor geologische begrippen enorme snelheid: 15 tot 20 cm per jaar. Tussen de twee continenten in lag voorheen de Tethysoceaan. De oceaankorst bewoog onder de toenmalige zuidelijke rand van Azië (ongeveer waar nu Tibet ligt) de aardmantel in, een proces dat met vulkanisme gepaard ging. Er ontstond ten zuiden van Tibet daardoor een boog van vulkanische eilanden, die de Kohistan-Ladakheilandboog genoemd wordt.
De Karakoram ligt op de plek waar het meest naar het noorden uitstekende deel van India in Azië gedrukt werd. De aardkorst werd hier op elkaar gedrukt en er vormden overschuivingen. De Karakoram bestaat grotendeels uit gneis en schist, gesteente dat uit de diepere delen van de vroegere rand van Azië kwam. In het zuiden van de Karakoram liggen vulkanische gesteenten en mariene sedimenten uit de Kohistan-Ladakheilandboog. De gneisen zijn naar het zuiden toe over de voormalige eilandboog heen geschoven. De overschuiving wordt de Shyok Suture genoemd en loopt evenwijdig aan de strekking van het gebergte.
Ten noorden van de Karakoram begint een zone van ondiep mariene sedimenten, voornamelijk kalksteen. Deze zijn gevormd in de ondiepe zee die ooit Tibet bedekte.

### Klimaat
De Karakoram heeft grotendeels een semi-aride, continentaal klimaat. Boven de 4000 m ligt de dagtemperatuur gedurende het grootste deel van het jaar onder het vriespunt. De moesson, die in juli en augustus vanuit het zuiden Kasjmir bereikt, wordt grotendeels door de Grote Himalaya tegengehouden. Desondanks zijn de zuidelijke flanken van de Karakoram iets groener dan de noordelijke: ze ontvangen meer neerslag. Hoewel de meeste neerslag in de zomer valt, ligt er 's winters meestal meer sneeuw en zijn de bergpassen afgesloten. De gebieden ten noorden van de Karakoram, zoals Shagskam, hebben een nog droger, aride klimaat.
De hele Karakoram wordt gekenmerkt door harde winden en grote verschillen tussen dag- en nachttemperaturen.
De afgelopen eeuw zijn de temperaturen iets gestegen, zoals overal ter wereld. Ook is de moesson sterker geworden. Het gevolg is dat veel gletsjers dramatisch geslonken zijn sinds het begin van de 20e eeuw.

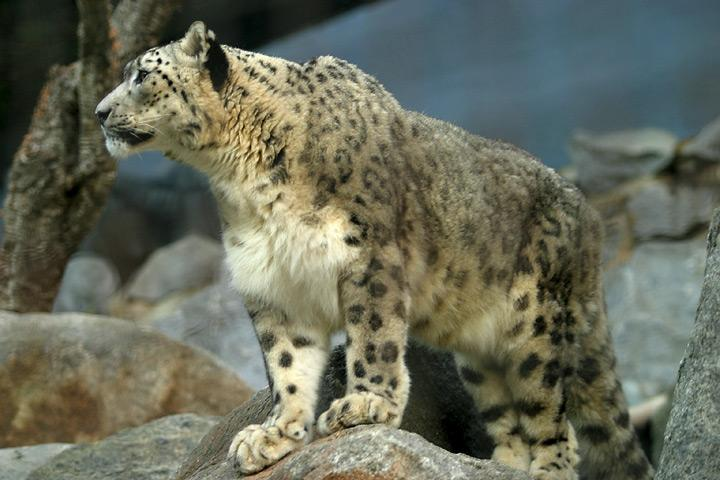
Sneeuwluipaard.

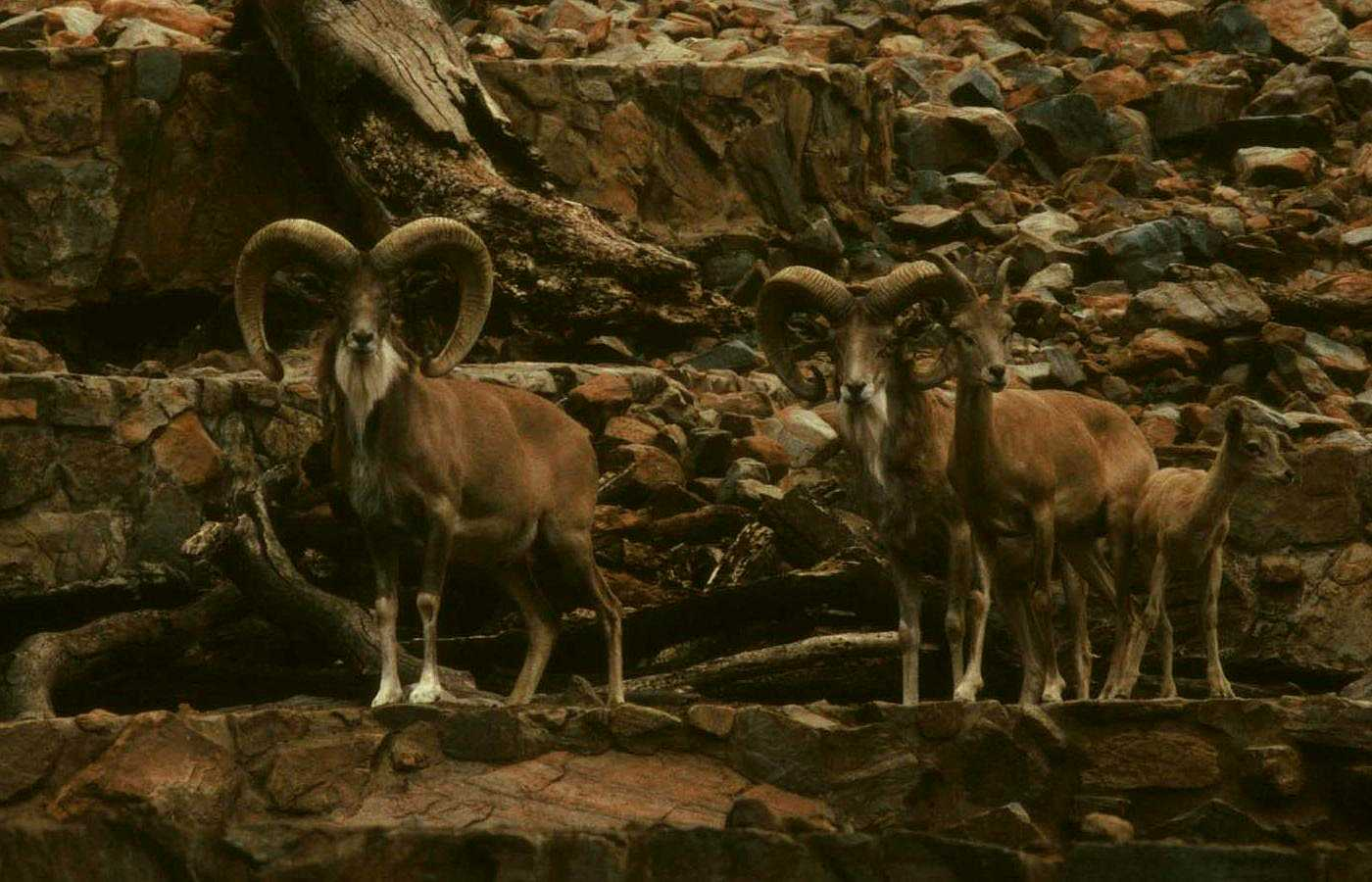
Oerials.

## Natuur

### Flora en fauna

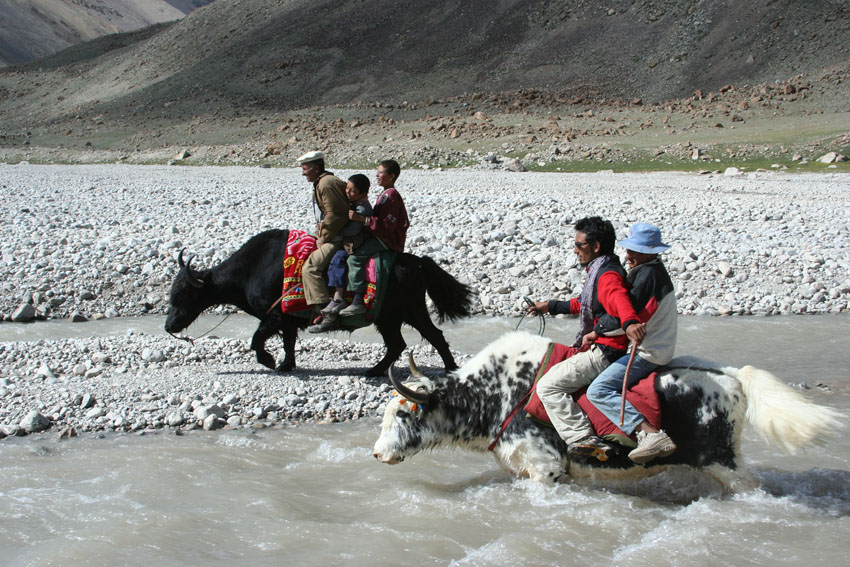
De jak wordt veel gebruikt als last- en draagdier, zoals hier, in de Shimshalvallei.

Hogere begroeiing is grotendeels beperkt tot de rivieroevers en dalbodems en is daar meestal het gevolg van menselijke aanplant. Langs de rivieren komen bospartijen voor bestaande uit wilgen en populieren. De hoogvlakten tussen de dalen hebben een steppebegroeiing, die in de lente op spectaculaire wijze tot bloei komt. Met name op de zuidelijke flanken komen struikgewas, bestaande uit duindoorn en alsem, en open coniferenbos (meestal bestaande uit Juniperus recurva) voor.
De Karakoram bezit een grote verscheidenheid aan dieren, waaronder veel sterk bedreigde soorten. Onder de grotere roofdieren zijn de bruine beer, de wolf, de lynx en het sneeuwluipaard. De weiden van de hoogvlakten worden begraasd door jaks (meestal tam, maar in zeldzame gevallen ook wilde exemplaren), kiangs (een soort wilde ezel), schroefhoorngeiten, Tibetaanse gazelles en antilopen en het sterk bedreigde marcopoloschaap, waarvan nog slechts een kleine populatie bestaat verspreid over de Karakoram en Pamir. Op de steilere wanden kunnen ook oerials en Siberische steenbokken worden aangetroffen. Het woord jak wordt in het Tibetaans overigens alleen gebruikt voor de mannelijke exemplaren van deze rundersoort; de vrouwelijke worden nak genoemd.
Op de weiden komen ook kleinere zoogdieren als langstaartmarmotten, himalayamarmotten, wolhazen en Royle's pika's voor. Onder de kleinere zoogdiersoorten is ook de rotsvlieghoorn (Eupetaurus cinereus), een soort grote vliegende eekhoorns. De soort leeft in het open bos op de hogere hellingen en werd halverwege de 20e eeuw als uitgestorven beschouwd, maar werd sindsdien op enkele plekken levend aangetroffen.
De grootste roofvogels zijn de steenarend, de lammergier en de sneeuwgier, maar ook slechtvalken, dwergarenden en slangenarenden komen voor. Andere vogels zijn de steenpatrijs, de himalayaglansfazant en het himalayaberghoen.

### Natuurbescherming
De meeste grotere diersoorten zijn sterk bedreigd door de jacht en stroperij. De gewoonte van in de gemilitariseerde zones rond de bestandslijnen en grenzen gelegerde troepen om voor de sport op deze soorten te jagen heeft hier sterk aan bijgedragen. De natuurbescherming kwam laat en moeizaam op gang.
Hoewel aan het einde van de 20e eeuw enkele nationale parken verschenen, worden deze slecht bewaakt. De lokale bevolking zag grote gebieden afgesloten worden voor de kuddes en stond daarom lange tijd afwijzend tegenover de parken. Aan de zuidkant van de Karakoram ligt het Indiase Karakoram Wildlife Sanctuary, vooral bekend vanwege zijn populatie Tibetaanse antilopen. In het noordoosten van de Hunzavallei ligt het Pakistaanse Khunjerab National Park. Het park zou de woonplaats zijn van enkele marcopoloschapen en sneeuwluipaarden. In het noorden sluit het park aan op het Chinese Taxkorgan Nature Reserve. Pakistan heeft nog een tweede nationaal park in de Karakoram: het Central Karakoram National Park rond de hoogste delen van de Karakoram.

## Bevolking

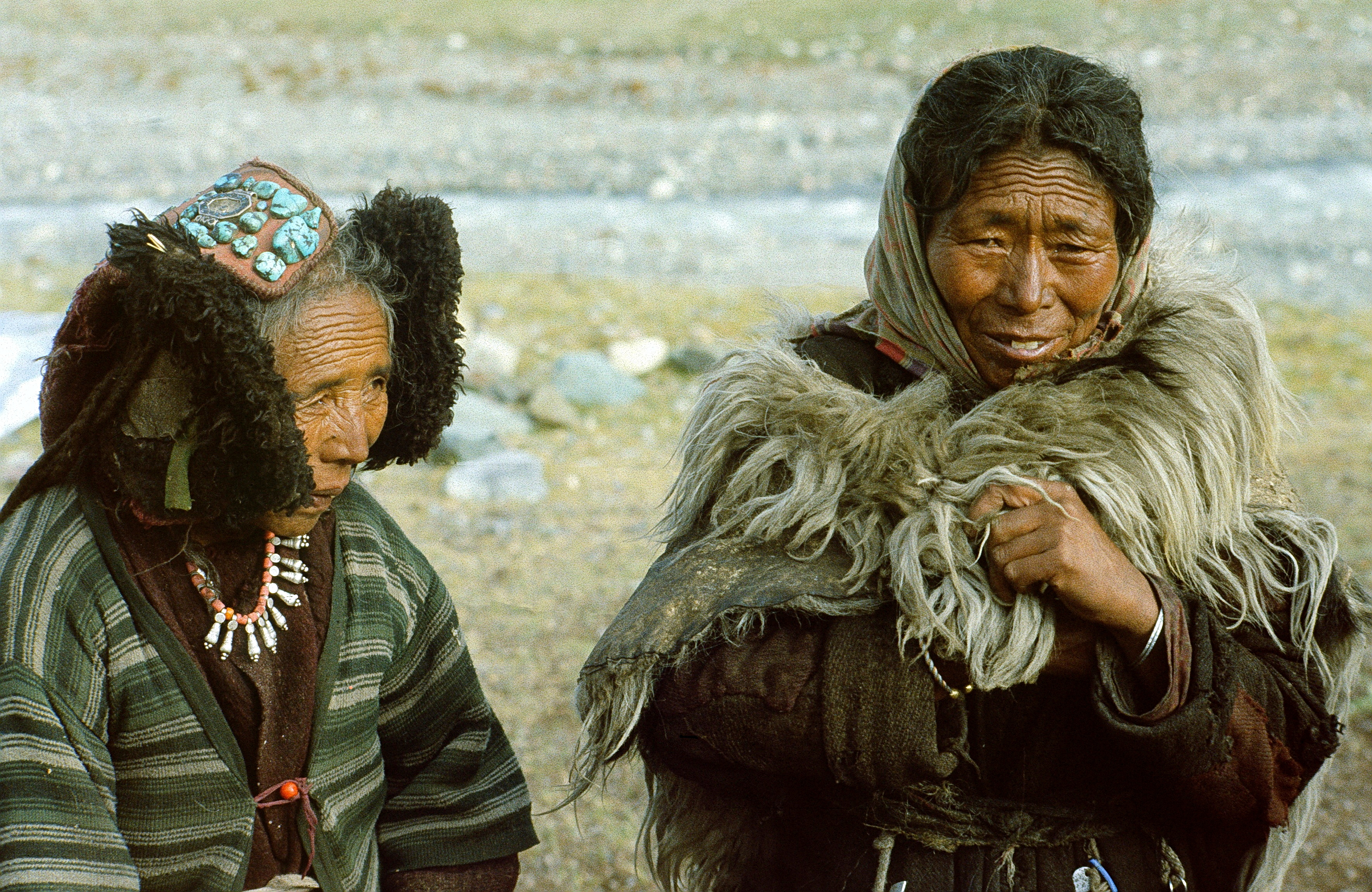
Vrouwen met karakteristieke Ladakhi-hoeden.

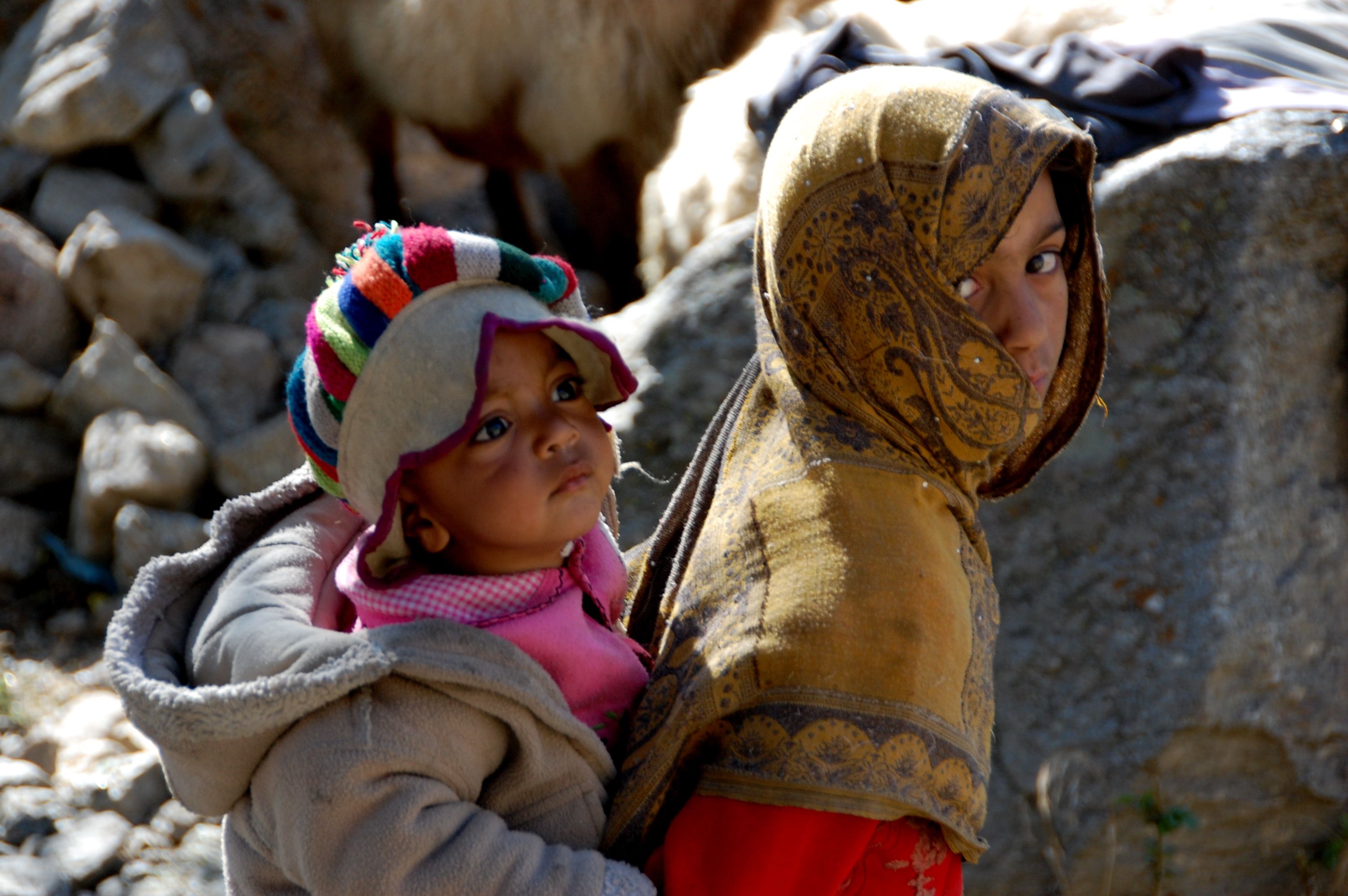
Kinderen met typische muts en vrolijk gekleurde hoofddoek in de Hunzavallei.

Vanwege de hoogte en het onherbergzame karakter is de Karakoram veel minder dicht bewoond dan de eigenlijke Himalaya.
De Nubravallei ten oosten en zuidoosten van de Karakoram is onderdeel van de regio Ladakh, die wel "Klein-Tibet" genoemd wordt vanwege de culturele verwantschap met Tibet. De bewoners zijn Tibetaanse boeddhisten. De taal die ze spreken, een dialect van het Tibetaans, wordt Ladakhi genoemd.
De dalen van de Shyok en Nubra ten zuidwesten van de Karakoram horen in cultureel opzicht bij Baltistan. De bevolking, de Balti's, zijn etnisch verwant aan de Tibetanen maar zijn aanhangers van de sjiitische islam. Hun taal, het Balti, is net als het Ladakhi een West-Tibetaans dialect.
De Shaksgamvallei ten noorden van de Karakoram is vanwege de extreme omstandigheden onbewoond. De eerste bewoning ten noorden van de Karakoram ligt in Raskam, het dal van de rivier de Yarkand. De bewoners van dit gebied zijn Wakhi of Oeigoeren. Oeigoeren zijn een Turks volk dat tot de tweede helft van de 20e eeuw de belangrijkste etnische groep van Xinjiang was.
De Wakhi zijn een etnisch Tadzjiekse groep, die de dalen in het noordwesten bevolkt. Hun taal is het Wakhi, een Oost-Iraanse taal, verwant aan de Iraanse talen van de Pamir. In de onder Chinees bestuur staande dalen ten noorden van de Karakorampas, zoals het dal van Mingteke, vormen ze het merendeel van de bevolking. Dit is ook het geval in de bovenste delen van de Hunzavallei (Gojal). De bevolking van Hunza en Nagar bestaat uit Burusho's en Balti's. In deze gebieden wordt Shina, Balti of Burushaski gesproken, hoewel de meeste bewoners redelijk Urdu en soms Engels kunnen spreken. Op vergelijkbare wijze spreken veel inwoners van Xinjiang Mandarijns Chinees.

## Economie

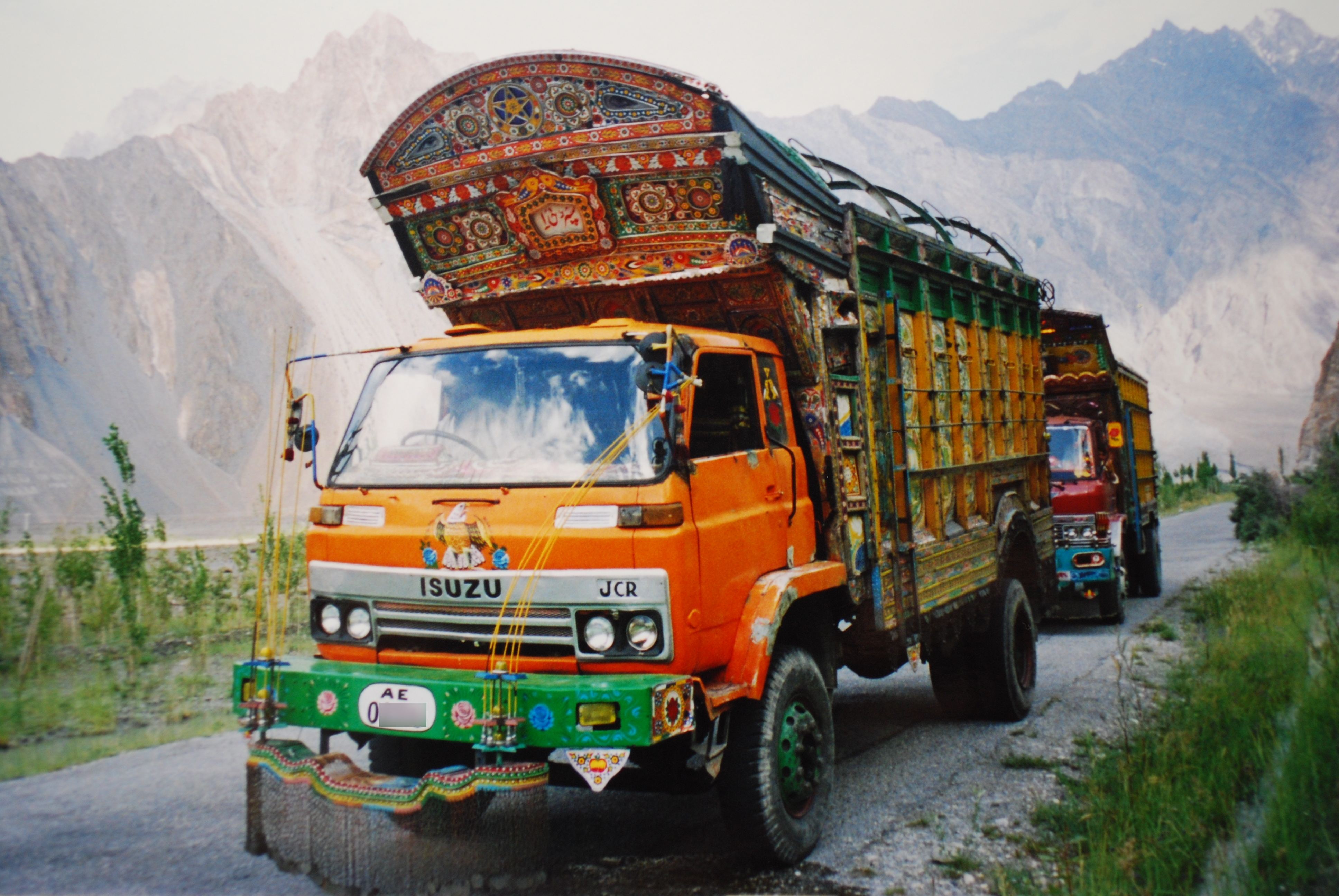
Op traditionele wijze versierde Pakistaanse vrachtwagens op de Karakoram Highway.

De gebieden rond de Karakoram behoren tot de armste gebieden van India, Pakistan en de Volksrepubliek China. De belangrijkste plaatselijke bronnen van inkomsten zijn kleinschalige landbouw en handel. Met name in de hogere dalen is de akkerbouw beperkt tot kleine arealen die direct aan de rivieren liggen. In de lagere dalen komt ook fruitteelt (pompoenen, granaatappels) voor. De extensieve veeteelt op de flanken van het gebergte bestaat voornamelijk uit het houden van schapen en jaks. De dieren leveren wol, vlees en zuivelproducten. Veel van de herders hebben een semi-nomadisch bestaan. In de Nubravallei en de Yarkandvallei worden ook kamelen gehouden, een overblijfsel uit de tijd van de handelskaravanen. In Hunza worden pashminageiten gehouden voor de wol.
De economie van Gilgit-Baltistan en de Yarkandvallei heeft sinds de opening van de Karakoram Highway in 1980 een flinke impuls gekregen. Vanuit Pakistan worden onder andere sigaretten, gedroogd fruit, klein huishoudelijk gerij en textiel naar China verhandeld. De Chinezen vervoeren op hun beurt technische apparatuur, constructiemateriaal, fietsen, zijde, katoen, landbouwwerktuigen en motoren naar Pakistan.
Ook het toerisme, met name het alpinisme, is een belangrijke bron van inkomsten. Het meeste wordt verdiend aan westerse toeristen, hoewel toerisme uit andere delen van Pakistan (in Gilgit-Baltistan) en India (in Ladakh) in opkomst is. Op veel plaatsen zijn brede zones aan de grenzen en bestandslijnen voor toeristen afgesloten vanwege de militaire aanwezigheid.
Veel van de jongere inwoners zijn vertrokken naar rijkere gebieden in India (bijvoorbeeld Indiaas Punjab en Haryana) of Pakistan (meestal Pakistaans Punjab), waar meer of beter betaald werk te vinden is. Ontvangsten van geëmigreerde familieleden vormen een belangrijke bron van inkomsten.

## Geschiedenis
Karakoram betekent in het Kirgizisch "zwarte bergketen". De naam Karakoram is afkomstig van Turkestaanse handelaren, die met hun karavanen over de Karakorampas van Centraal-Azië naar het Indisch Subcontinent reisden. In het begin van de 19e eeuw drongen de eerste Europese verkenners het gebied binnen als onderdeel van "The Great Game", een spel van spionage en contraspionage tussen Brits-Indië en het Russische Keizerrijk. De Britse verkenners William Moorcroft (1767-1825) en George W. Hayward (1839-1870) gebruikten de naam Karakoram voor de bergen ten westen van de pas, hoewel ze die ook wel simpelweg "Muztagh" (Tibetaans voor "bergketen") noemden. Francis Younghusband (1863-1942) was de eerste Europeaan die de Muztaghpas overstak naar Shaksgam.
De geograaf en ontdekkingsreiziger Kenneth Mason (1887-1976) maakte in 1926 een betere kaart van het gebied. Mason was na Younghusband de tweede Europeaan die de Shaksgamvallei bezocht. Hij gebruikte de naam Karakoram, die tegenwoordig voor het hele gebergte geldt, alleen voor de Baltoro Muztagh.
De vallei boven de rivier de Hunza werd verkend door George K. Cockerill in 1892. Verkenningsexpedities tussen 1910 en 1920 hebben het grootste gedeelte van het gebied in kaart gebracht.

## Noot
1. ↑  Karakoram Range in de Encyclopædia Britannica